# Козма II Атик
Козма II Атик (на средногръцки: Κοσμᾶς ὁ Ἀττικός) е патриарх на Константинопол от април 1146 г. до 26 февруари 1147 г. Роден е в Егина, Гърция, и бил дякон на „Света София“, преди да бъде интронизиран за патриарх на мястото на патраирх Михаил II Куркуа, който сам се отрекъл от патриаршеския престол. Бил високо уважаван заради своята образованост и благия си характер. Козма II първосвещенствал по време на управлението на византийския император Мануил I Комнин.

## Отстраняване
Козма II е съден и отстранен от катедрата си на 26 февруари 1147 г. от специален синод, проведен във Влахернския дворец. Официалният повод за отстраняването му е благоразположението му към монаха Нифон – осъден през 1144 г. богомил, когото Козма приемал в дома си и на своята трапеза. Освен тридесет и двамата епископи, които подписали акта за отстраняването на патраирха, синодът включвал още шестима именити роднини на императора, шестима изтъкнати граждански съдии, немалко членове на стената и на съдебната колегия, както и патриаршески служители
Точните причини за осъждането и низвергването на Козма II не са ясно установени: вероятно обаче той е станал жертва на политически интриги и заради подкрепата си за възцаряването на по-големия брат на император Мануил I след смъртта на Йоан II – според Никита Хониат севастократор Исак бил близък приятел на патраирх Козма II и епископите, които били против патраирха, успели да убедят императора, че Козма планирал да постави брат му на престола. В писмо до императора, в което протестира срещу отстраняването на патриарха, Йоан Цеца описва хулителите на Козма като шарена торба от бунтовни опортюнисти, включваща катедралнен клир, монаси, жадни за повишение, и митрополити, ревниво пазещи своите привилиегии. В обвинителното слово „Срещу Багой“ от 1157 г. на Никифор Василаки основно действащо лице срещу Козма II е Багой, изобразен като долнороден полуварварин и хомосексуален свещеник от Великата църква, който и след отстраняването на патриарха не преставал да го преследва с ужасните си клевети.
Известно е обаче, че самият император Мануил I се намесва в работата на синода, който свалил Козма, разпитвайки лично тези, които обвинявали патриарха, и изпитвайки лично Козма за мненията му относно еретика Нифонт. Тази афера е характерна за условията на честите доктриналните спорове при управлението на Мануил I, който с охота вземал активно участие в тяхното разрешаване
Според една популярна история, тогава разгневеният Козма II проклел утробата на императрицата, за да не може да зачене мъжки наследник на престола. Заради думите си Козма бил физически атакуван от велиякия дука Стефан Кондостефан, който овладял гнева си в последния момент. Тогава Козма II предрекъл на Кондостефан, че скоро ще получи заслужено възмездие за поведението си, а след малко повече от година Кондостефан бил убит, докато обсаждал норманите в главния град на остров Корфу.
Няколко месеца след отстраняването на Козма II на патриаршеския престол е избран Николай IV Музалон

### Цитирана литература
- ((fr)) Grumel, Venance (1943). La chronologie des patriarches de Constantinople de 1111 à 1206.. – Études byzantines, tome 1,  250-270, doi:10.3406/rebyz.1943.909, https://www.persee.fr/doc/rebyz_0258-2880_1943_num_1_1_909
- ((en))  The Deeds of John and Manuel Comnenus by John Kinnamos, translated by Charles. M. Brandt. New Yourk: Columbia University Press, 1976, ISBN 9780231040808, https://archive.org/details/brand-1976-kinnamos-12th-century/mode/1up
- Oeconomos, Lysimaque (1972) [1918]. La vie religieuse dans l'empire byzantin au temps des Comnènes et des Anges
- Obolensky, Dimtri (1948). A study in Balkan Neo-Manichaeism « Byzantine Bogomilism ». Cambridge University Press
- Hussey, J.M. (1986). The Orthodox Church in the Byzantine Empire. Oxford University Press
- ((el)) Varzos, Konstantinos (1984). Η Γενεαλογία των Κομνηνών, A. Thessaloniki: Centre for Byzantine Studies, University of Thessaloniki, OCLC 834784634, архив на оригинала от 11 април 2019, https://web.archive.org/web/20190401114347/https://www.kbe.auth.gr/sites/default/files/bkm20a2.pdf